# Enniskerry
Enniskerry (Áth na Scairbhe en irlandais) est une ville du comté de Wicklow en Irlande.
La ville d'Enniskerry compte 1 881 habitants.

## Cinéma
La ville a servi comme lieu de tournage :
- 1944 : Henry V de Laurence Olivier (Propriété Powerscourt)
- 1981 : Excalibur de John Boorman (Cascade Powerscourt et Propriété Powerscourt)
- 1992 : Le Cheval venu de la mer de Mike Newell (Into the West) (Propriété Powerscourt)
- 1996 : Ballykissangel (en) série TV de Kieran Prendiville (en)
- 2002 : La Vengeance de Monte-Cristo (The Count of Monte Cristo) de Kevin Reynolds (Propriété Powerscourt)
- 2007 : PS I Love You de Richard LaGravenese
- 2010 : Donne-moi ta main (Leap Year) de Anand Tucker